# ترویح عدای
ترویح عدای، روستایی از توابع بخش فتح‌المبین شهرستان شوش در استان خوزستان ایران است.

## جمعیت
این روستا در دهستان چنانه قرار دارد و براساس سرشماری مرکز آمار ایران در سال 1396، جمعیت آن755 نفر (87خانوار) بوده‌است.